# Jocelyn Charette
Jocelyn N. Charette (Tacoma, 21 gennaio 1988) è un'ex calciatrice statunitense, di ruolo attaccante, assistente della squadra di calcio femminile della Lincoln High School.

## Biografia
Jocelyn Charette nasce a Tacoma, capoluogo della Contea di Pierce nello Stato di Washington. Grazie alla nazionalità dei nonni, possiede anche il passaporto italiano.

## Carriera

### Calcio universitario
Charette si avvicina al calcio fin da piccola, coltivando la passione durante il periodo scolastico giocando nelle squadre di College fino a quelle universitarie. Durante il periodo in cui frequenta la University of Tampa, nella stagione 2006-2007 veste la maglia della squadra di calcio femminile universitario dell'ateneo, le Tampa Spartans, disputando il campionato di Division II della National Collegiate Athletic Association (NCAA) e siglando, tra agosto e novembre 2007, 21 reti su 22 incontri giocati.
Da fine 2007 si trasferisce alla Seattle Pacific University (SPU), continuando ad affiancare il percorso scolastico a quello sportivo giocando per la squadra delle Seattle Pacific Falcons, iscritta alla Division I NCAA.

### Club
Nel 2012 accetta un ingaggio dal Bollstanäs Sportklubb Dam, divisione di calcio femminile dell'omonima società polisportiva di Bollstanäs, centro del comune di Upplands Väsby, per giocare in Division 1 Norrettan, terzo livello del campionato svedese femminile di calcio, squadra con la quale gioca nella sola stagione 2012, per accordarsi in quella successiva con il QBIK di Karlstad, giocando nuovamente in Division 1 e vestendo la maglia gialloblù della seconda squadra fino al termine della stagione 2014.
Durante il calciomercato invernale 2014-2015 trova un accordo con la Torres per la seconda parte della stagione, prima esperienza italiana per l'atleta, dove fa il suo esordio in Serie A il 17 gennaio 2015, alla 12ª giornata di campionato, nella partita giocata con il Firenze e conclusasi con un pareggio per 1-1. Segna la sua prima rete in campionato due settimane più tardi, alla 14ª giornata nonché 1ª giornata di ritorno, nella partita giocata con il Pordenone dove sigla il gol del definitivo 4-0 al 71'. Rimane in organico con il club sassarese fino a marzo 2015, quando per problemi di salute è costretta a lasciare la società per far ritorno negli Stati Uniti d'America dopo aver segnato 2 reti su 7 incontri, tutti in campionato.